# 合肥循环经济示范园
合肥循环经济示范园是中华人民共和国安徽省合肥市肥东县的一个类似乡级单位。

## 行政区划
下辖以下地区：
合肥循环经济园虚拟社区。